# Konstantin Paustovskij
Konstantin Georgijevitj Paustovskij (ryska: Константин Георгиевич Паустовский), född 31 maj 1892 i Moskva, död 14 juli 1968, var en sovjetisk författare. Han blev nominerad till Nobelpriset i litteratur 1965.

## Biografi
Paustovskij växte upp i Lillryssland och studerade vid universiteten i Kiev och Moskva. Han var under första världskriget bl.a. spårvagnsförare i Moskva och frivillig sjukvårdare på ryska västfronten. Sedan prövade han skilda yrken – fabriksarbetare, fiskare m.m. – under ett oroligt vandringsliv och började skriva på 1920-talet. 
Paustovskij skrev noveller och romaner, gärna med exotiska miljöer och havsmotiv och med skildringar av sovjetiskt uppbyggnadsarbete. Som hans främsta verk framstår en svit memoarer, påbörjad på 1940-talet. Med sin fylliga realism och sina varmt lyriska naturskildringar för den traditionen vidare från Lev Tolstoj och Anton Tjechov men vittnar också om intryck från Knut Hamsun.
På 1950-talet bodde Paustovskij i Moskva och 140 km söder därom i staden Tarusa vid floden Oka i Kaluga oblast, där han också är begravd.

## Utmärkelser
Asteroiden 5269 Paustovskij är uppkallad efter honom.